# Краљева вила
Краљева вила на Опленцу је једна од резиденцијалних грађевина, подигнута за потребе краљевске породице Карађорђевић.
По жељи краља Петра из 1914. године, на месту између Малог и Великог Опленца почела је да се гради вила, по пројекту архитекте Александра Јанковића. По избијању Првог светског рата радови су прекинути, да би завршетак градње 1923. године, стари краљ није доживео. Тераса на источној страни виле је подигнута 1925. године.
Вила као складно компонована грађевина са сутереном и мансардом, служила је као радни и резиденцијални простор, добро уклопљен са приватним простором који је користила краљевска породица. Ентеријер је био украшен уметничким сликама (по попису из 1930. године, било их је 114), као и са три бисте. Слике су биле распоређене у холу, краљевом кабинету, краљичиној соби и на мансарди. Поред слика, истицао се и намештај, и то два ормана за књиге у салону, а у краљевом кабинету резбарени писаћи сто са фиокама, украшени прибор за писање, стона лампа, кожна фотеља и две полице за књиге направљене од лимуновог дрвета.
У Краљевој вили је од повратка у отаџбину до своје смрти живео принц Томислав Карађорђевић. Овај објекат је данас под надлежношћу Владе Републике Србије, а у њој повремено одседа и породица Њ.В. престолонаследника Александра.
Постоји и Краљичина вила.